# Бориловец
Бориловец (болг. Бориловец) — село в Болгарии. Находится в Видинской области, входит в общину Бойница. Население составляет 256 человек.

## Политическая ситуация
В местном кметстве Бориловец, в состав которого входит Бориловец, должность кмета (старосты) исполняет Неделчо  Петров Тодоров (Граждане за европейское развитие Болгарии (ГЕРБ)) по результатам выборов.
Кмет (мэр) общины Бойница — Анета Стойкова Генчева (Национальное движение «Симеон Второй» (НДСВ)) по результатам выборов.